# Miss Mundo 2019
Miss Mundo 2019 foi a 69ª edição do concurso Miss Mundo, foi realizada em 14 de dezembro de 2019 no ExCel London, Londres, Reino Unido. Vanessa Ponce de León, do México, coroou como sua sucessora Toni-Ann Singh, da Jamaica, ao fim do evento.

## Histórico

### A escolha da sede
Inicialmente a Tailândia foi apontada como sede, através de um anúncio oficial feito em 19 de fevereiro de 2019, em Banguecoque, com a presença Julia Morley, presidente do Miss Mundo, Tanawat Wansom, diretora executiva da TW Pageants, e do convidado especia Ashwani Kumae Rai.
Meses depois, em 2 de julho de 2019, Julia Morley e Vanessa Ponce de León, a então Miss Mundo, apareceram no Good Morning Britain com Piers Morgan para anunciar oficialmente que o concurso seria realizado em Londres, no ExCel London, em 14 de dezembro de 2019, e que o Miss Mundo 2020 seria realizado na Tailândia para celebrar o 70° aniversário do Miss Mundo.

## Resultado final
| Posição                 | País & Candidata |
| ----------------------- | --- |
| Miss Mundo 2019         | - Jamaica – Toni-Ann Singh |
| 2º. Lugar               | - França - Ophély Mézino |
| 3º. Lugar               | - Índia – Suman Rao |
| (TOP 5) Finalistas      | - Brasil - Elís Miele Coelho - Nigéria – Nyekachi Douglas |
| (TOP 12) Semifinalistas | - Filipinas – Michelle Marquez Dee - Ilhas Cook - Tajiya Eikura Sahay - México – Ashley Alvídrez - Nepal – Anushka Shrestha - Quênia - Maria Nyamai Wavinya - Rússia - Alina Sanko - Vietname - Lương Thùy Linh |
| (TOP 40) Semifinalistas | - África do Sul - Sasha-Lee Olivier - Antígua e Barbuda - Taqiyyah Francis - Austrália - Sarah Marschke - China - Li Peishan - Dinamarca - Natasja Kunde - Escócia - Keryn Matthew - Espanha - María del Mar Aguilera - Estados Unidos - Emmy Cuvelier - Gales - Gabriella Jukes - Guiana – Joylyn Conway - Hong Kong - Lila Lam - Indonésia - Princess Megonondo - Inglaterra - Bhasha Mukherjee - Ilhas Virgens Britânicas – Rikkiya Brathwaite - Malásia - Alexis SueAnn Seow - Moldávia – Elizaveta Kuznitova - Mongólia - Tsevelmaa Mandakh - Nova Zelândia - Lucy Brock - Paraguai – Araceli Bobadilla - Polónia - Milena Sadowska - Porto Rico - Daniella Rodriguez - Portugal - Inês Brusselmans - Tailândia - Narintorn Chadapattarawalrachoat - Trinidad e Tobago – Tya Janè Ramey - Tunísia - Sabrine Mansour - Uganda - Oliver Nakakande - Ucrânia - Marharyta Pasha - Venezuela – Isabella Rodríguez |

## Rainhas Continentais
As seguintes candidatas foram consideradas as melhores de seus continentes ou regiões:
| Continente/Região | Vencedora           | País               |
| ----------------- | ------------------- | ------------------ |
| África            | Nyekachi Douglas    | Nigéria            |
| Américas          | Elís Miele Coelho   | Brasil             |
| Ásia              | Suman Rao           | Índia              |
| Caribe            | Tya Janè Ramey      | Trinidade e Tobago |
| Europa            | Ophély Mézino       | França             |
| Oceania           | Tajiya Eikura Sahay | Ilhas Cook         |

## Provas preliminares

### Desafio Frente a Frente
- Avançou para a segunda rodada do Desafio Cara a Cara através do desafio Cara a Cara.
- Avançou para o Top 30 por meio de um evento de desafio que não é o Desafio Frente a Frente.

#### Rodada 1
| Grupo | País 1                   | País 2               | País 3                   | País 4      | País 5           | País 6            |
| ----- | ------------------------ | -------------------- | ------------------------ | ----------- | ---------------- | ----------------- |
| 1     | Albânia                  | Coreia do Sul        | Guiana                   | Honduras    | Inglaterra       | Peru              |
| 2     | Guatemala                | Ilhas Cook           | Irlanda                  | Itália      | Myanmar          | Rússia            |
| 3     | Ilhas Virgens Britânicas | Islândia             | Laos                     | Nicarágua   | Sudão do Sul     | Venezuela         |
| 4     | África do Sul            | Armênia              | Bolívia                  | Bulgária    | Cazaquistão      | Mongólia          |
| 5     | Espanha                  | Guadalupe            | Hong Kong                | Moldávia    | Singapura        | Sri Lanka         |
| 6     | Brasil                   | Curaçau              | Dinamarca                | Equador     | Irlanda do Norte | Malta             |
| 7     | Estados Unidos           | Guiné Equatorial     | Hungria                  | Malásia     | País de Gales    | Trinidad e Tobago |
| 8     | Chile                    | Croácia              | Escócia                  | França      | Nova Zelândia    | Paraguai          |
| 9     | Canadá                   | Indonésia            | Portugal                 | Chéquia     | Serra Leoa       | Tunísia           |
| 10    | Gibraltar                | Ilhas Caimã          | México                   | Nepal       | Polónia          | Tanzânia          |
| 11    | Colômbia                 | Costa Rica           | Japão                    | Luxemburgo  | Nigéria          | Países Baixos     |
| 12    | Bélgica                  | Eslovênia            | Ilhas Virgens Americanas | Jamaica     | Panamá           | Turquia           |
| 13    | Austrália                | El Salvador          | Eslováquia               | Geórgia     | Guiné-Bissau     | Porto Rico        |
| 14    | Bahamas                  | Bósnia e Herzegovina | Botswana                 | Haiti       | Índia            | Tailândia         |
| 15    | Antígua e Barbuda        | Barbados             | China                    | Grécia      | Samoa            | Suécia            |
| 16    | Argentina                | Bélgica              | Finlândia                | Quênia      | Macau            | Ucrânia           |
| 17    | Aruba                    | República Dominicana | Gana                     | Filipinas   | Ruanda           | —                 |
| 18    | Camboja                  | Ilhas Maurícias      | Mónaco                   | Uganda      | Vietname         | —                 |
| 19    | Angola                   | Bangladesh           | Etiópia                  | Quirguistão | Senegal          | —                 |

#### Rodada 2
- Avançou para o Top 30 através do desafio Head-to-Head.

| Group | Country 1  | Country 2         |
| ----- | ---------- | ----------------- |
| 1     | Brasil     | Moldávia          |
| 2     | Nepal      | Indonésia         |
| 3     | Chile      | Venezuela         |
| 4     | Nigéria    | Bélgica           |
| 5     | México     | Uganda            |
| 6     | Filipinas  | Turquia           |
| 7     | Mónaco     | Guiana            |
| 8     | Bangladesh | Índia             |
| 9     | Irlanda    | Trindade e Tobago |
| 10    | Paraguai   | Geórgia           |

### Demais provas preliminares
Classificadas e vencedoras nas provas preliminares que garantiram pontuação às candidatas.
| Top Model            | Esportes                             | Talento                  | Beleza Com Propósito | Multimídia        |
| -------------------- | ------------------------------------ | ------------------------ | -------------------- | ----------------- |
| Antígua e Barbuda    | Angola                               | Armênia                  | França               | Nepal (vencedora) |
| Argentina            | Aruba                                | Canadá                   | Índia                |                   |
| Austrália            | Bielorússia                          | Gales                    | Indonésia            |                   |
| Barbados             | Canadá                               | Ilhas Virgens Britânicas | Malásia              |                   |
| Bósnia e Herzegovina | Costa Rica                           | Jamaica (vencedora)      | Mongólia             |                   |
| Brasil*              | Escócia                              |                          | Nepal (vencedora)    |                   |
| Cazaquistão*         | Espanha                              |                          | Nigéria              |                   |
| China                | Estados Unidos                       |                          | Tunísia              |                   |
| Croácia              | França                               |                          | Venezuela            |                   |
| Dinamarca            | Geórgia                              |                          | Vietnã               |                   |
| Eslováquia           | Guadalupe                            |                          |                      |                   |
| Filipinas            | Guiné Equatorial                     |                          |                      |                   |
| Finlândia            | Haiti                                |                          |                      |                   |
| França*              | Honduras                             |                          |                      |                   |
| Gales                | Ilhas Cook                           |                          |                      |                   |
| Haiti                | Ilhas Virgens Britânicas (vencedora) |                          |                      |                   |
| Hong Kong*           | Inglaterra                           |                          |                      |                   |
| Hungria              | Irlanda do Norte                     |                          |                      |                   |
| Índia*               | Japão                                |                          |                      |                   |
| Indonésia            | Luxemburgo                           |                          |                      |                   |
| Itália               | Moldávia                             |                          |                      |                   |
| Jamaica              | Nicarágua                            |                          |                      |                   |
| Macau                | Nigéria (2º lugar)                   |                          |                      |                   |
| México               | Nova Zelândia                        |                          |                      |                   |
| Moldávia             | Panamá                               |                          |                      |                   |
| Montenegro           | Portugal                             |                          |                      |                   |
| Nigéria (vencedora)  | Quênia                               |                          |                      |                   |
| Polônia              | Quirguistão                          |                          |                      |                   |
| Porto rico           | Serra Leoa                           |                          |                      |                   |
| Quênia               | Trinidade e Tobago (3º lugar)        |                          |                      |                   |
| República Dominicana | Ucrânia                              |                          |                      |                   |
| República Tcheca*    | Uganda                               |                          |                      |                   |
| Rússia               |                                      |                          |                      |                   |
| Sudão do Sul         |                                      |                          |                      |                   |
| Trinidade e Tobago*  |                                      |                          |                      |                   |
| Turquia              |                                      |                          |                      |                   |
| Uganda*              |                                      |                          |                      |                   |
| Ucrânia              |                                      |                          |                      |                   |
| Venezuela            |                                      |                          |                      |                   |
| Vietnã*              |                                      |                          |                      |                   |

*Avançaram para o Top 10 da Prova de Top Model

## Corpo de jurados
- Julia Morley –  Presidente da Organização Miss Mundo
- Piers Morgan – apresentador e jornalista
- Mike Dixon – Diretor Musical
- Deborah Lambie – Miss Nova Zelândia Mundo 2015
- Dame Zandra Rhodes – Estilista
- Marsha-Rae Ratclif
- Svestoslav Kolchagov - diretor criativa da maraca KolchagovBarba
- Emilio Barba - diretor criativo da marca KolchagovBarba
- Lady Wilnelia Forsyth – Miss Mundo 1975 e diretorda do Miss Puerto Rico Mndo
- Ksenia Sukhinova – Miss Mundo 2008
- Carina Tyrrell – Miss Inglaterra Mundo 2014
- Kamal Ibrahim – Mister Mundo 2010

## Candidatas
111 candidatas participaram da competição.
| País / Território        | Candidata                         | Idade | Representação             |
| ------------------------ | --------------------------------- | ----- | ------------------------- |
| África do Sul            | Sasha-Lee Oliver                  | 26    | Alberton                  |
| Angola                   | Brezana Da Costa                  | 24    | Luanda                    |
| Antígua e Barbuda        | Taqiyyah Francis                  | 25    | St. John's                |
| Argélia                  | Khadija Benhamou                  | 26    | Adrar                     |
| Argentina                | Judit Grnja                       | 18    | Villa Ángela              |
| Armênia                  | Lina Voskerchyan                  | 20    | Yerevan                   |
| Aruba                    | Ghislaine Mejila                  | 20    | Oranjestad                |
| Austrália                | Sarah Marschke                    | 22    | Bexley                    |
| Bahamas                  | Nyah Bandelier                    | 18    | Eleuterna                 |
| Bangladesh               | Rafah Nanjeba Torsa               | 20    | Chatigão                  |
| Barbados                 | Ché Amor Greendge                 | 25    | Bridgetown                |
| Belarus                  | Anastasia Laurynchuk              | 18    | Minsk                     |
| Bélgica                  | Elena Castro Suarez               | 19    | Antuérpia                 |
| Bolívia                  | Iciar Díaz Camacho                | 20    | Santa Cruz de la Sierra   |
| Bósnia e Herzegovina     | Ivana Ladan                       | 20    | Jajce                     |
| Botswana                 | Oweditse Phirinyane               | 20    | Gaborone                  |
| Brasil                   | Elís Miele Coelho                 | 20    | Serra                     |
| Bulgária                 | Margo Cooper                      | 22    | Sófia                     |
| Camboja                  | Vy Sreyvin                        | 20    | Phnom Penh                |
| Canadá                   | Naomi Colford                     | 19    | Sydney                    |
| Cabo Verde               | Joyce Delgado                     | 19    | Cidade da Praia           |
| Chade                    | Caltouma Sindigue                 | 24    | Tandjilé                  |
| Chile                    | Ignacia Albornoz Olmedo           | 17    | Santiago                  |
| China                    | Peishan Li                        | 20    | Pequim                    |
| Coreia do Sul            | Lim Ji-Yeon                       | 20    | Busan                     |
| Colômbia                 | Sara Franco                       | 25    | Medellín                  |
| Costa Rica               | Jessica Jimenez                   |       | San José                  |
| Cazaquistão              | Madina Batyk                      | 20    | Pavlodar                  |
| Croácia                  | Katarina Mamić                    | 22    | Lika-Senj                 |
| Curaçau                  | Sharon Meyer                      | 22    | Willemstad                |
| Dinamarca                | Natasja Kunde                     | 18    | Copenhaga                 |
| Equador                  | María Auxiliadora Idrovo          | 18    | Guayaquil                 |
| El Salvador              | Fátima Mangandi                   | 27    | Santa Tecla               |
| Escócia                  | Keryn Mattew                      | 24    | Edimburgo                 |
| Eslováquia               | Frederika Kurtulíková             | 24    | Bratislava                |
| Eslovênia                | Špela Alič                        | 20    | Ljubljana                 |
| Estados Unidos           | Emmy Rose Cuvelier                | 23    | Pierre                    |
| Espanha                  | María Del Mar Aguilera            | 21    | Córdoba                   |
| Etiópia                  | Feven Gebreslassie                | 22    | Adis Abeba                |
| França                   | Ophély Mézino                     | 20    | Pointe-à-Pitre            |
| Filipinas                | Michelle Dee                      | 23    | Makati                    |
| Gales                    | Gabriella Jukes                   | 22    | Port Talbot               |
| Geórgia                  | Nini Gogichaishvili               | 24    | Tbilisi                   |
| Gana                     | Rebecca Kwabi                     | 26    | Acra                      |
| Gibraltar                | Celini Bolaños                    | 22    | Gibraltar                 |
| Grécia                   | Erika Kolani                      | 23    | Atenas                    |
| Guadalupe                | Anaïs Lacalmontie                 | 22    | Basse-Terre               |
| Guatemala                | Keila Rhodes                      | 23    | Quetzaltenango            |
| Guiné-Bissau             | Naize Iduta                       | 22    | Bissau                    |
| Guiné Equatorial         | Djanet Ortiz Oyono                | 20    | Malabo                    |
| Haiti                    | Alysha Morency                    | 25    | Porto Príncipe            |
| Honduras                 | Ana Grisell Romero                | 21    | Olanchito                 |
| Hong Kong                | Lila Lam                          | 26    | Kowloon                   |
| Hungria                  | Krisztina Nagypàl                 | 22    | Budapeste                 |
| Islândia                 | Kolfinna Mist Austfjörð           | 23    | Reykjavík                 |
| Índia                    | Suman Rao                         | 21    | Udaipur                   |
| Indonésia                | Princesa Megonondo                | 18    | Jambi                     |
| Ilhas Caimã              | Jaci Patrick                      | 24    | West Bay United           |
| Ilhas Virgens Britânicas | Rikkiya Brathwaite                | 22    | Tortola                   |
| Ilhas Cook               | Tajiya Sahay                      | 20    | Avarua                    |
| Ilhas Virgens Americanas | A´yana Phillips                   | 24    | São Tomás                 |
| Inglaterra               | Bhasha Mukjerjee                  | 23    | Derby                     |
| Irlanda                  | Chelsea Farell                    | 19    | Condado de Louth          |
| Irlanda do Norte         | Lauren Leckey                     | 20    | Stoneyford                |
| Itália                   | Adele Sammartino                  | 23    | Pompeia                   |
| Jamaica                  | Toni-Ann Singh                    | 23    | Kingston                  |
| Japão                    | Sera Makira                       | 16    | Kanagawa                  |
| Laos                     | Nelamith Soumountholong           | 20    | Vientiane                 |
| Lesoto                   | Palesa Makara                     | 23    | Maseru                    |
| Luxemburgo               | Melanie Heynsbroek                | 20    | Maseru                    |
| Macau                    | Yu Yanan                          | 20    | Macau                     |
| Madagáscar               | Valerie Mlle Binguira             | 19    | Antananarivo              |
| Malásia                  | Alexis SueAnn Seow                | 24    | Kuala Lumpur              |
| Malta                    | Nicole Vella                      | 20    | Valeta                    |
| Ilhas Maurícias          | Urvashi Gooriah                   | 19    | Port Louis                |
| México                   | Ashley Alvidrez                   | 20    | Ciudad Juárez             |
| Moldávia                 | Elizaveta Kuznitova               | 19    | Tiraspol                  |
| Mongólia                 | Mandakh Tsevelmaa                 | 24    | Ulaanbaatar               |
| Montenegro               | Mirjana Muratović                 | 19    | Podgorica                 |
| Nepal                    | Anushka Shrestha                  | 23    | Katmandu                  |
| Nova Zelândia            | Lucy Brock                        | 24    | Auckland                  |
| Nicarágua                | María Teresa Cortéz               | 18    | Carazo                    |
| Nigéria                  | Nyekachi Douglas                  | 21    | Calabar                   |
| Panamá                   | Augustina Ruíz                    | 25    | Chitré                    |
| Paraguai                 | Araceli Bobadilla                 | 20    | Assunção                  |
| Peru                     | Angella Escudero                  | 23    | Piura                     |
| Polónia                  | Milena Sadowska                   | 20    | Oświęcim                  |
| Portugal                 | Inês Brusselmans                  | 24    | Oeiras                    |
| Porto Rico               | Daniella Rodríguez                | 22    | Bayamón                   |
| Países Baixos            | Brenda Felicia Muste              | 22    | Arnhem                    |
| Quênia                   | Maria Wavinya                     | 18    | Nandura                   |
| Quirguistão              | Aizhan Chanacheva                 | 21    | Bishkek                   |
| Rússia                   | Alina Sanko                       | 20    | Azov                      |
| República Dominicana     | Alba Marie Brair                  | 21    | Jarabacoa                 |
| Chéquia                  | Denisa Spergerová                 | 18    | České Budějovice          |
| Ruanda                   | Meghan Nimwiza                    | 20    | Kigali                    |
| Samoa                    | Alalamalae Lata                   | 20    | Apia                      |
| Senegal                  | Alberta Diatta                    | 19    | Ziguinchor                |
| Sérvia                   | Sanja Lovčević                    | 24    | Belgrado                  |
| Serra Leoa               | Enid Jones-Boston                 | 20    | Freetown                  |
| Singapura                | Sheen Cher                        | 20    | Cidade de Singapura       |
| Sudão do Sul             | Mariah Nyayeina                   | 22    | Juba                      |
| Sri Lanka                | Dewmi Thathsarani                 | 20    | Sri Jaiavardenapura-Kotte |
| Tanzânia                 | Sylivia Sebastian                 | 19    | Mwanza                    |
| Tailândia                | Narintorn Chadapattarrawalrachoat | 22    | Pathum Thani              |
| Trinidad e Tobago        | Tya Janè Ramey                    | 21    | Port of Spain             |
| Tunísia                  | Sabrine Khalifa                   | 23    | Mahdia                    |
| Turquia                  | Simay Rasimoğlu                   | 22    | Istambul                  |
| Uganda                   | Oliver Nakakande                  | 24    | Bombo                     |
| Ucrânia                  | Margarita Pasha                   | 24    | Kiev                      |
| Venezuela                | Isabella Rodríguez                | 25    | Petare                    |
| Vietname                 | Luong Thuy Linh                   | 19    | Cao Bang                  |

### Retornos
Última participação em Sanya 2006:
- Camboja

Última participação em Bali, Indonésia 2013:
- Uzbequistão

Última competição em Sanya 2015:
- Samoa

Última participação em Washington D.C.2016 :
- Antígua e Barbuda
- Costa Rica
- Ilhas Virgens Americanas
- Quirguistão

Última participação em Sanya 2017 :
- Macau
- Suécia
- Tunísia

### Designações
1. Belarus - Anastasia Laurynchuk foi nomeada para representar Belarus, depois que nenhum concurso nacional foi realizado porque o concurso de Miss Belarus é realizado a cada dois anos. e foi realizado pela última vez em 2018. Anastasia foi terceira colocada no concurso Miss Belarus 2018.
2. Guiana - Joylyn Conway foi nomeada Miss Guiana 2019 por Natasha Martindale após o adiamento do Miss Guiana para 2020. Conway foi a segunda vice-campeã no concurso Miss Guiana Mundo 2018.

### Substituições
1. FRANÇA - Ophéy Mézino foi nomeada para representar a França, depois que a vencedora original Vaimalama Chaves anunciou que não representaria  a França nos concursos Miss Mundo 2019 e Miss Universo 2019, mais preferia acompanhar as concorrentes do Miss França 2020 durante sua viagem ao Taiti, o que teria entrado em conflito em sua preparação para s concursos internacionais. Um fato interesante é que Mézino competirá contra sua compatriota Anaïs Lacalmontie, que representará a franquia de sua ilha natal.

### Retiradas
- Áustria - Larissa Robitschko não competira no Miss Mundo ou Miss Universo depois que a Organização Miss Áustria abandonou a franquia local.[111]
- Zimbabwe - O concurso Miss Mundo Zimbábue 2019 foi cancelado, devido a crise econômica no país.[112]
- Alemanha,  Belize,  Costa do Marfim  Chipre,  Finlândia,  Líbano,  Martinica,  Noruega e  Zâmbia não houve concurso..

## Outros Concursos
Concorrentes que anteriormente competiram ou estarão competindo em outros concursos de beleza internacionais:
Miss Beleza Internacional
- 2017:  El Salvador: Fátima Mangandi (Não Colocado)

Miss Terra
- 2015:  Guadalupe: Anaïs Lacalmontie

Miss Supranacional
- 2015:  Portugal: Inés Brusselmans (Não Colocado)

Rainha Internacional do Café
- 2016:  Portugal: Inés Brusselmans (Não Colocado)